# Fernando Bargalló
Fernando María Bargalló (ur. 18 grudnia 1954 w Buenos Aires) – emerytowany argentyński biskup rzymskokatolicki.
W 1978 przyjął święcenia kapłańskie. W 1994 został biskupem pomocniczym Morón, a w 1997 ordynariuszem w Merlo-Moreno. W 2012 zrezygnował po ujawnieniu zdjęć z urlopu spędzonego z kobietą w luksusowym hotelu.